# 宝積寺 (高根沢町)
宝積寺（ほうしゃくじ）は、栃木県塩谷郡高根沢町にある大字。また、その地に過去に存在した寺院の名称。

## 概要
宝積寺は、鬼怒川沿いの高根沢町の西端に位置し、国道4号とJR宇都宮線が南北に貫き、高根沢町の交通の要所として宝積寺駅を中心に主要市街地を形成している。

## 歴史

### 地名の由来
宝積寺は、かつては下阿久津と呼ばれていたが、当地にかつて宝積寺という寺が存在して崇敬を集め、のちに下阿久津を改めて宝積寺という地名になったと伝わる。

### 宝積寺村
明治22年（1889年）4月1日に町村制施行により阿久津村として合併されるまで、当地は宝積寺村という独立した村であった。現在残る文献で、村名として宝積寺が最初に確認出来るのは、文禄2年（1593年）に記された大和田重清日記で、宝積又は宝尺の形で記載されている。そのため、この時までには、下阿久津村から宝積寺村への改名が行われていたものと考えられている。
宝積寺への改名がいつ頃行われたかについては、今宮祭祀録という文献に「応永20年（1413年）下阿久津郷」の記載が残るので、これより以後から文禄2年までの間の室町時代に改名されたものと考えられている。

### 寺院 宝積寺
宝積寺の由来となったのは、当地にあった寺の名称である。寺の場所について、伝承では現在の大字「宝積寺」の西端に近い小字「月ババ（月馬場）」に存在したとする。月ババは、鬼怒川河川敷にある鬼怒グリーンパークの東側に存在し、当地には宝篋印塔や卵塔、また「西門前」という屋号が残るなど寺の跡が存在する。
但し、別の場所の可能性（親鸞命名説）も存在する。
この宝積寺がどんな寺であったかは諸説ある。

#### 尼寺説
『地誌編集材料取調書・宝積寺村』（明治18年・1885年）によれば、慶長2年（1597年）に宇都宮国綱の妹が宝積寺という尼寺を建立し、慶長8年（1603年）に廃寺となった際に、下阿久津村の人々が宝積寺を惜しみ村名にしたとあるが、この場合、すでにこれ以前に宝積寺村と記す文献がある事から、時系列的に矛盾していると疑義が呈されている。

#### 妙清山宝積院宝蔵寺説
他方、『阿久津尋常高等小学校編纂・郷土教育資料』（昭和5年・1930年）では、建仁年中に源義仲（木曽義仲）の御台所であった宇都宮氏の一族である清子姫が当地に落ち延び、妙清尼と名乗って出家し、妙清山宝積院宝蔵寺という寺を建立したとする。木曽義仲の妻は中原氏の出身とされ、宇都宮氏の二代目とされる八田宗綱の弟の宗房は中原氏を称しており、又、同時期に中原氏の一族である中原成清や中原盛季が下野介に任命されており、中原氏と宇都宮氏の繋がりは強く、木曽義仲の妻と宇都宮氏との関係性は否定できない。しかしながら、肯定するに足る資料もなく、ましてや清子姫という名や当地に落ち延びたとする伝承は他の文献では見られない事から、これも伝説の域を出ない。

#### 親鸞命名説
栃木県市町村誌によれば、円融天皇の永観元年（983年）に比叡山の分場として、永観定専場あるいは永観院と呼ばれる天台宗の修行場がこの地に創建され、そののち、承久3年（1221年）10月頃に宗祖大師（親鸞）が関東巡錫でこの地を訪れた際、当地を『宝積』と改めたという。親鸞は、元々天台宗であったが、のちに浄土真宗の開祖となり、この修行場も、これ以降に浄土真宗の寺として定専寺となり、現在も宝積寺の地に存在している。
この場合、現在の定専寺が月ババに存在していないので、天台宗から浄土真宗の寺に移行する経緯を考察すると、この寺が宝積寺という名前で呼ばれた事があったのか、又、この寺が月ババに存在した時代があったのかという二点について疑義が生じる事になる。
ただ、伝承に矛盾点が多い先の二説に比べると、この時期、親鸞は確かに東国での布教活動で関東に在しており、伝承に矛盾点がほぼない。

宝積寺が地名になっている点から、宝積寺という名称の寺が存在して地名となった可能性は高いが、寺はどこにあったのか、どのような寺であったか、どのような経緯でそれが地名になったかについては、現時点では、通説を成しているものはない。

## 地理
- 河川:鬼怒川

## 交通
- 国道4号
- JR宇都宮線:宝積寺駅

## 参考資料
- 高根沢町史
- 栃木県市町村誌　栃木県市町村誌刊行会 昭和30年（1955年）